# Adri Pieck
Adriana Jacoba (Adri) Pieck (Scheveningen, 29 april 1894 – Hollandsche Rading, 5 april 1982) was een Nederlands schilder, aquarellist, tekenaar en textielkunstenaar.

## Leven en werk
Pieck was een dochter van Antonie Franciscus Pieck en Elisabeth Maria Margaretha Binnendijk. Haar vader was hoofdonderwijzer, schrijver en amateurschilder. Het gezin woonde vanaf 1905 in Bussum. Adri was de tweelingzus van Gretha Pieck (1894–1920) en een volle nicht van Anton en Henri Pieck. Ze kreeg de eerste tekenlessen van haar vader en vervolgens van Willem Knip. Ze studeerde onder Carel Dake aan de Rijksacademie (1909-1911). Ze schilderde, aquarelleerde en tekende in pastel onder meer landschappen, dieren en portretten. Pieck hield zich ook bezig met batikken, voor de tentoonstelling De Vrouw 1813-1913 zond ze kussens, een theemuts (teacosy) en een kleedje in. Ze verhuisde in 1919 met haar zus naar Maartensdijk, Gretha overleed het jaar erop.
Pieck was lid van de Kunstenaarsvereniging Sint Lucas en de Gooische Schildersvereniging. Ze exposeerde verschillende malen, een aantal keer samen met haar zus. Ze was vegetariër en leefde sober, omringd door haar dieren. De opbrengst van haar werk ging veelal naar goede doelen voor dieren. Pieck overleed enkele weken voor haar 88e verjaardag. Ze werd bij haar zussen begraven op de N.H.-begraafplaats in Lage Vuursche. Uit haar nalatenschap werd een stichting opgericht, die sinds 1989 de Gretha en Adri Pieckprijs uitreikt.